# Loryma athalialis
Loryma athalialis är en fjärilsart som beskrevs av Walker 1859. Loryma athalialis ingår i släktet Loryma och familjen mott. Inga underarter finns listade i Catalogue of Life.